# Lezama (Venezuela)
Pour les articles homonymes, voir Lezama.
Lezama est la capitale de la paroisse civile de Lezama de la municipalité de José Tadeo Monagas de l'État de Guárico au Venezuela. 